# Howard Hart
Pour les articles homonymes, voir Hart.
Howard Hart, né le 16 octobre 1940 à Saint-Louis et mort le 30 avril 2017 à Dyke dans l'état de la Virginie, est un ancien officier de la Central Intelligence Agency. Il travailla comme Chief of Station à Islamabad (Pakistan) de mai 1981 jusqu'à l'été 1984. William Piekney lui succéda.